# PGC 95472
LEDA/PGC 95472 ist eine Spiralgalaxie vom Hubble-Typ S im Sternbild Fornax am Südsternhimmel. Sie ist schätzungsweise 545 Millionen Lichtjahre von der Milchstraße entfernt. Unter der Katalognummer FCCB 187 zählt sie zu den Hintergrundgalaxien des Fornax-Galaxienhaufens. Gemeinsam mit PGC 12686 und PGC 12687 bildet sie ein optisches Galaxientrio.

Im selben Himmelsareal befinden sich u. a. die Galaxien NGC 1316, NGC 1317, NGC 1318, NGC 1326.